# Audi TT FV
Der Audi TT FV/8S ist die dritte Generation des Audi TT, die als Kombicoupé und Roadster zwischen 2014 und 2023 gebaut wurde. Im Jahr 2018 erhielt das Fahrzeug eine Modellpflege.

## Modellgeschichte
Am 3. März 2014 wurde von der dritten Generation des Audi TT, dem Audi TT FV/8S, zunächst die Coupéversion auf dem Genfer Auto-Salon vorgestellt. Das virtual cockpit genannte Interieur des dritten TT wurde bereits im Januar 2014 auf der Consumer Electronics Show in Las Vegas vorgestellt. Auf der Auto China 2016 wurde der TT RS (294 kW / 400 PS) vorgestellt.
Auf der Audi-Hauptversammlung 2019 gab der damalige Vorstandsvorsitzende Abraham Schot bekannt, dass der Audi TT im Rahmen einer Neuausrichtung der Fahrzeugmodelle eingestellt werden soll. Im Oktober 2022 wurde er als auf 100 Exemplare limitiertes Sondermodell iconic edition basierend auf dem TT RS in einem Grau-Farbton mit fest liegender Ausstattung vorgestellt.
- Heckansicht
- Audi TT Roadster (2014–2018)
- Audi TT RS Roadster (2016–2018)

Modellpflege
Im Sommer 2018 stellte Audi eine Modellpflege (innerhalb des VW-Konzerns Produktaufwertung genannt) des TT und TTS vor.

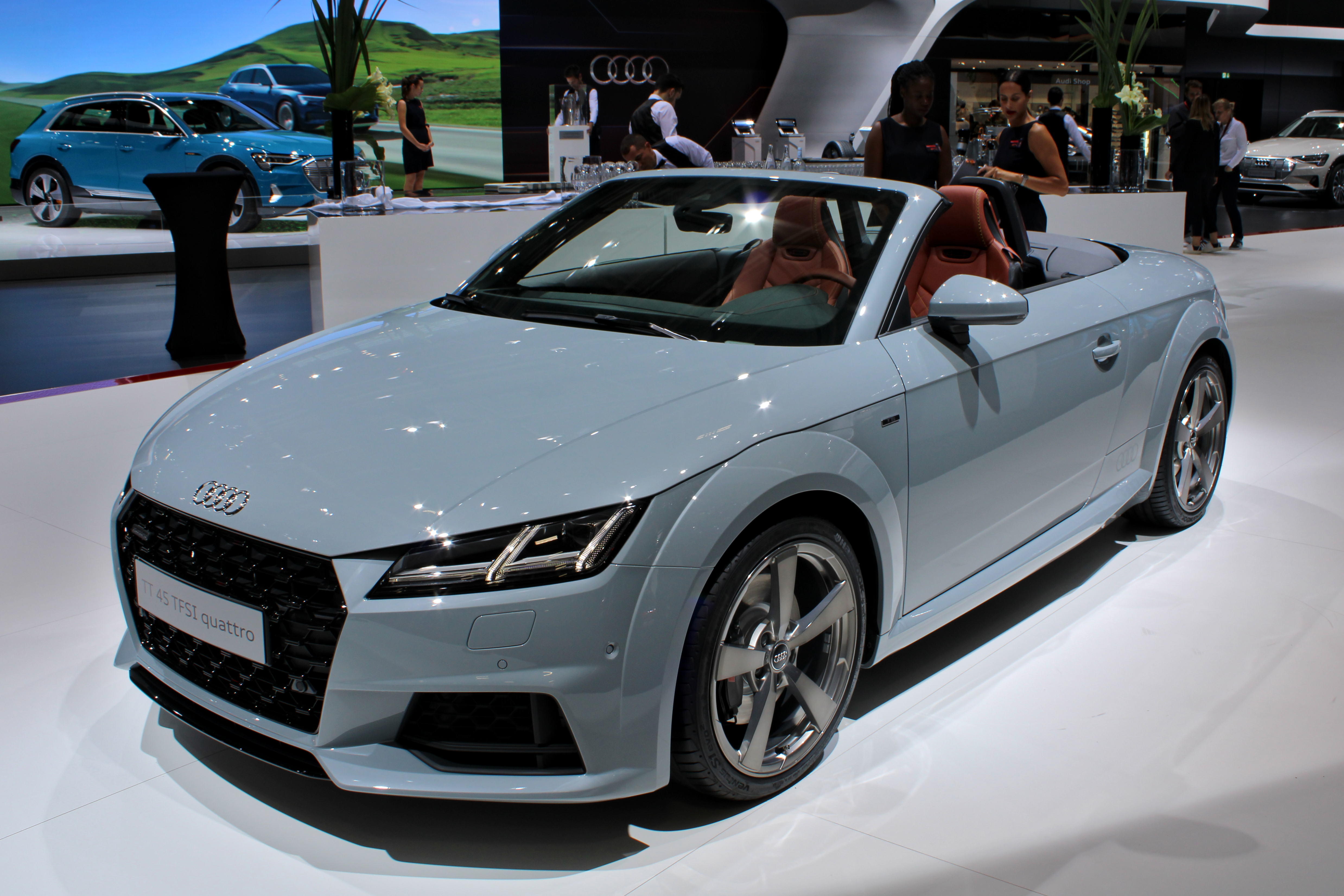
Audi TT Roadster (2018–2023)

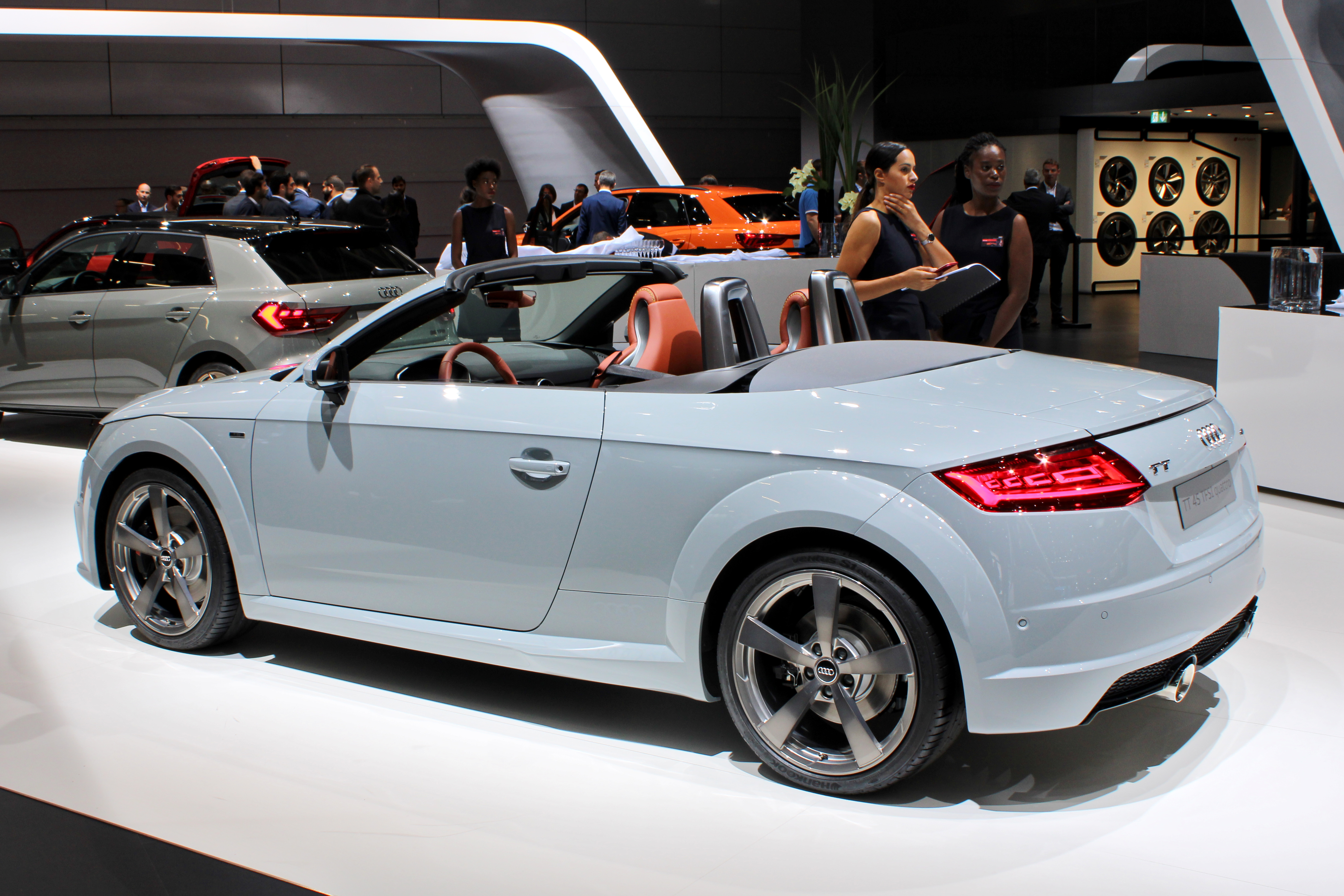
Heckansicht
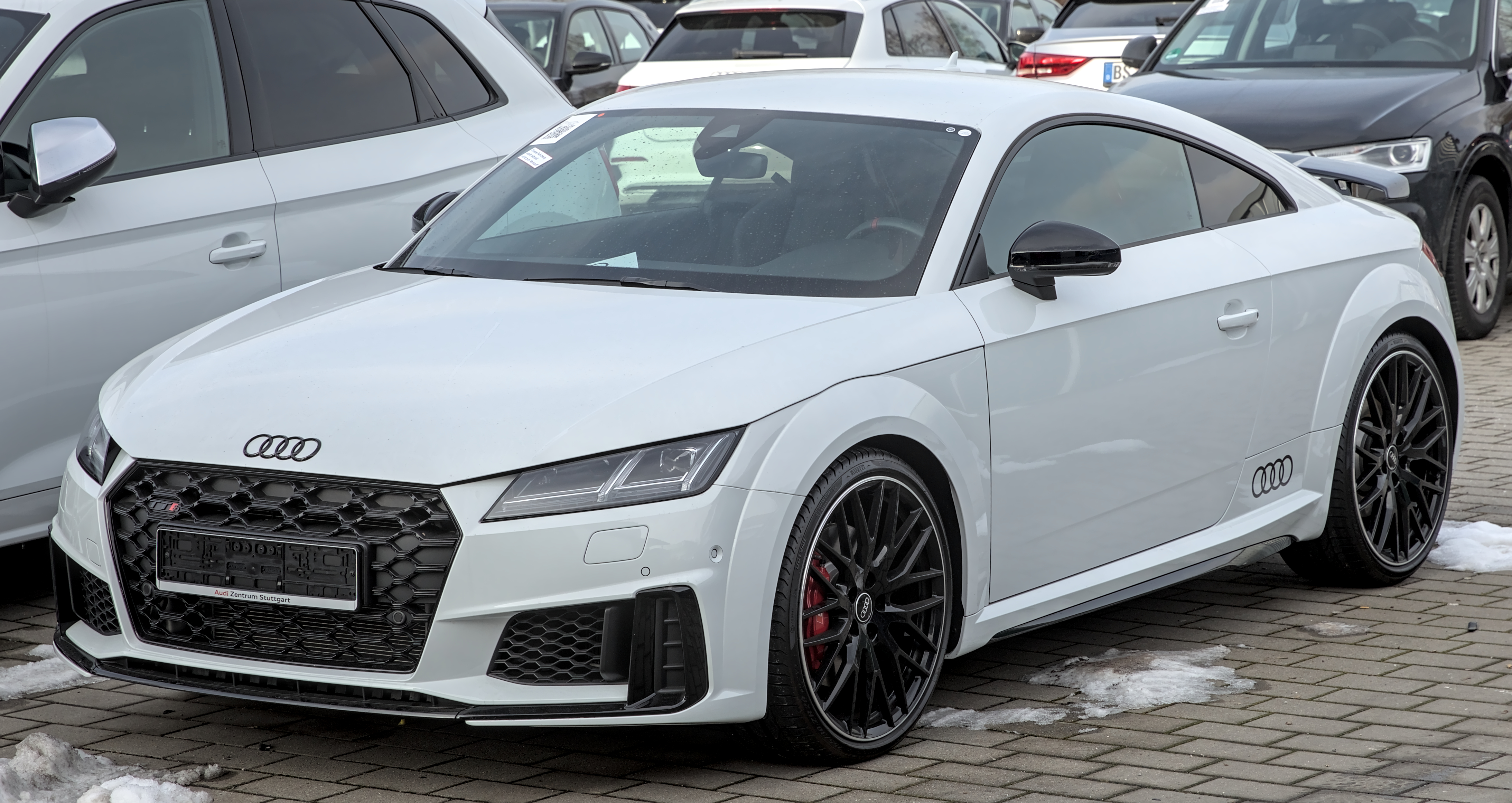
Audi TT S Coupé (2018–2023)
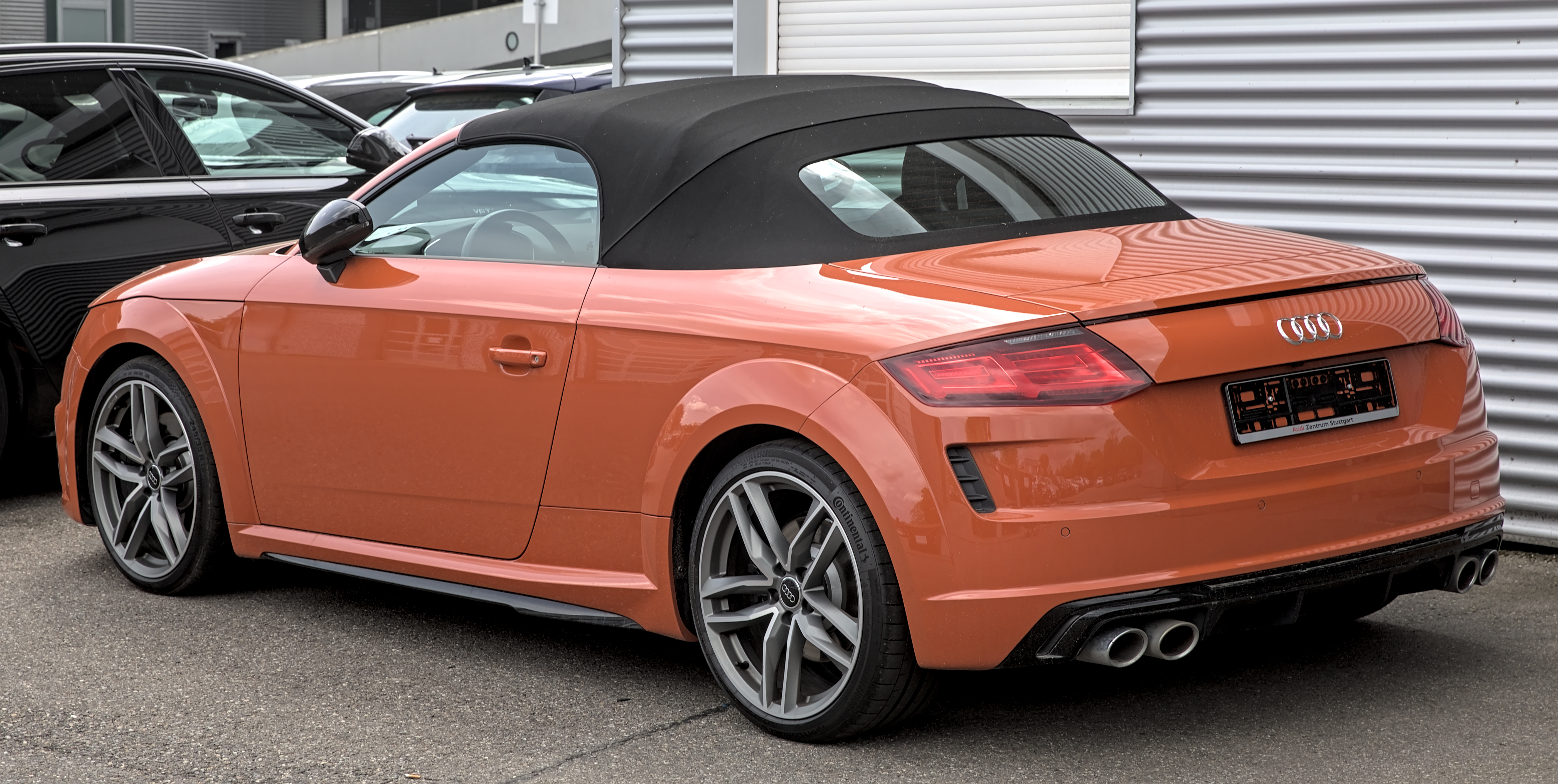
Audi TT S Roadster (2018–2023)
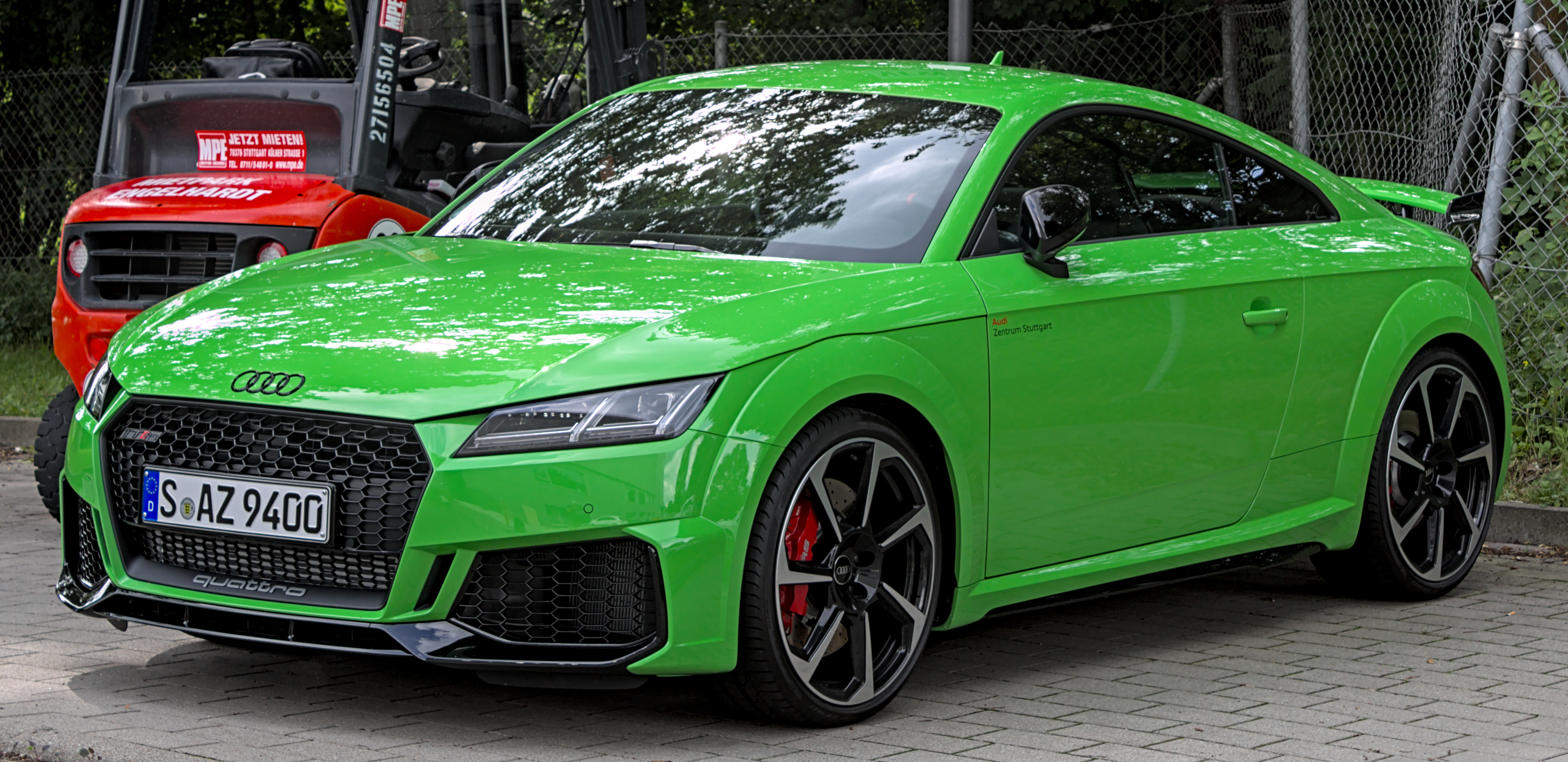
Audi TT RS Coupé (2019–2023)
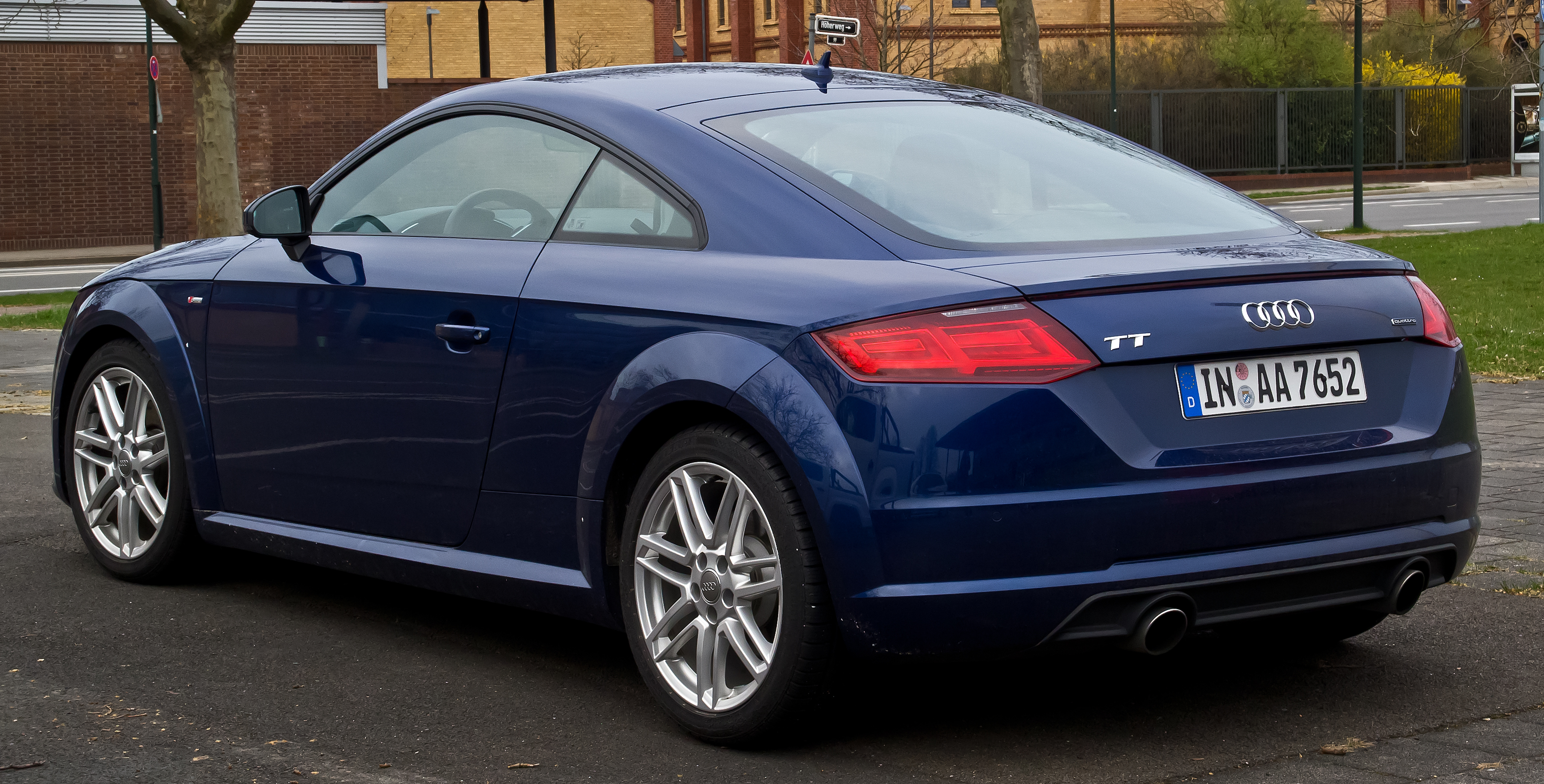
Heckansicht
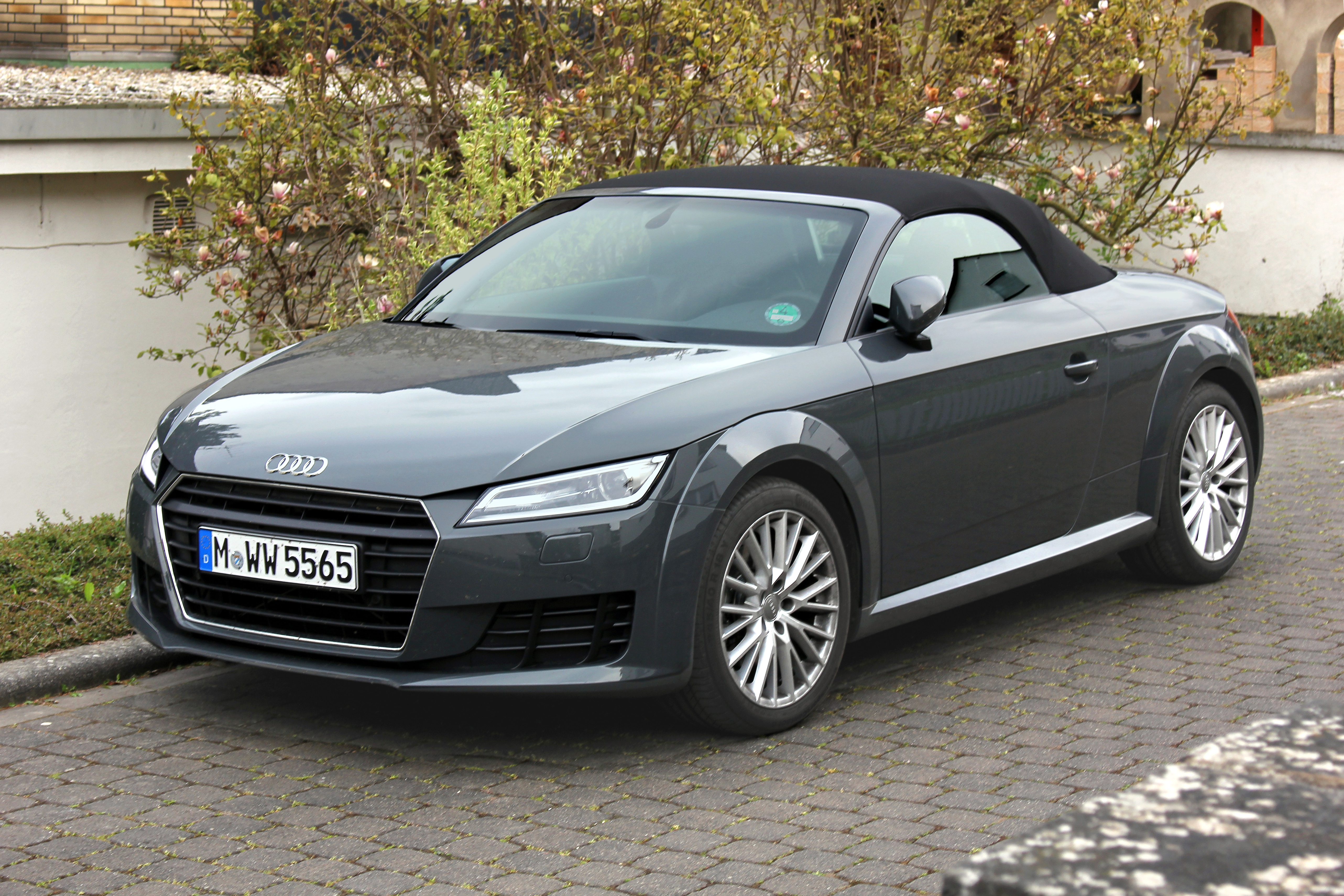
Audi TT S Coupé (2018–2023)
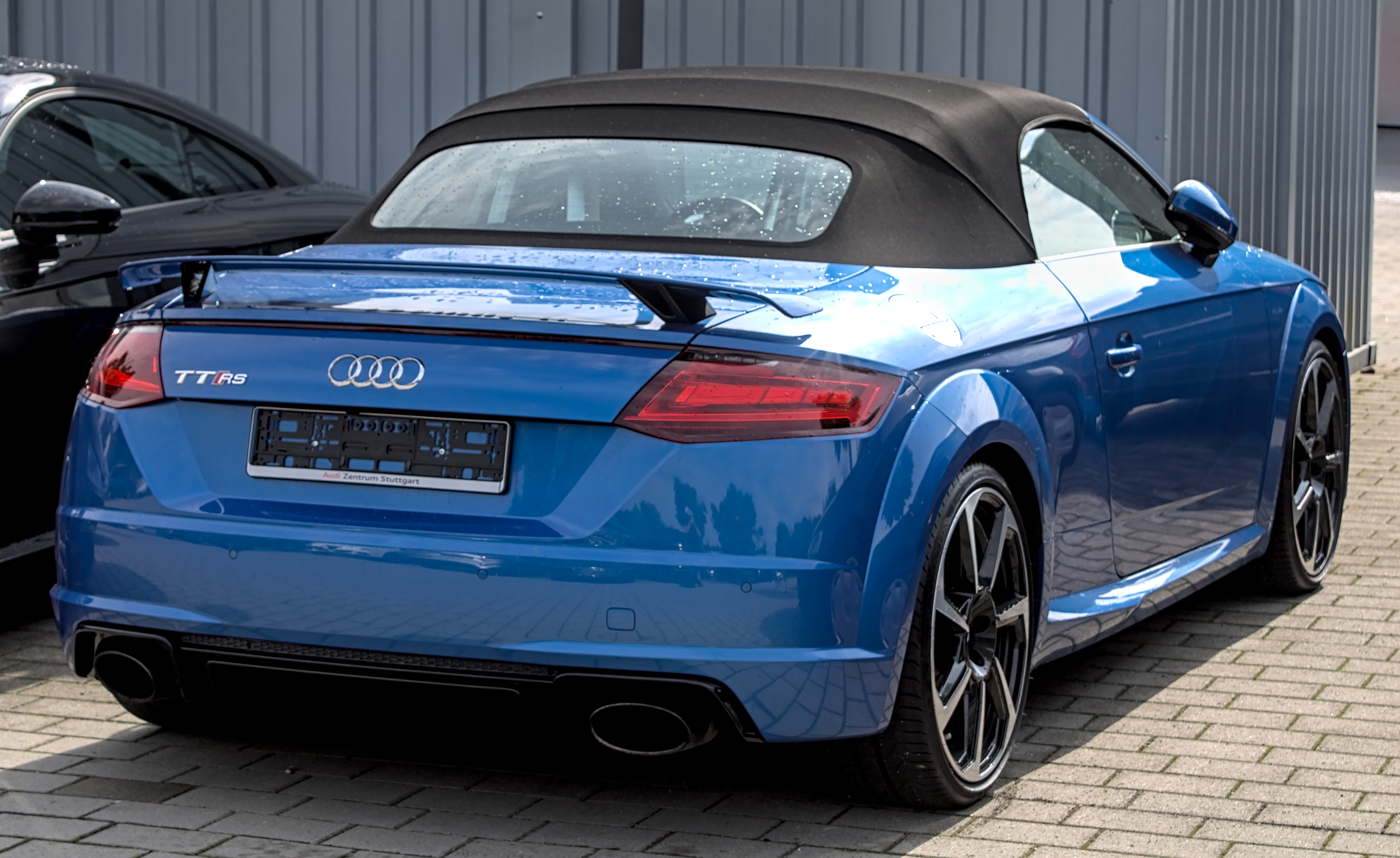
Audi TT S Roadster (2018–2023)
- Audi TT RS Coupé (2019–2023)

## Veränderungen gegenüber dem Vorgänger

### Design
Das Äußere des Fahrzeugs hat sich nicht grundlegend verändert, die runde Dachwölbung blieb erhalten. Einige Elemente wie die Scheinwerfer und der breitere Kühlergrill wurden kantiger gestaltet. Am Heck wurde die dritte Bremsleuchte unterhalb des ausfahrbaren Heckspoilers über die gesamte Breite der Heckklappe zwischen die Heckleuchten platziert. Das Design des Fahrzeugs orientiert sich in einigen Details an der ersten Generation. Beispiele dafür sind der spezielle Tankdeckel und die Auspuffanlage mit zwei runden Endrohren in der Mitte des Hecks. Das Fahrzeug basiert wie der Audi A3 8V auf dem modularen Querbaukasten. Die Abmessungen des TT haben sich geringfügig verändert, teilweise verringert. Durch verschiedene Maßnahmen konnte das Gewicht im Vergleich zum Vorgänger um etwa 50 Kilogramm gesenkt werden. Serienmäßig wird der TT mit Xenonscheinwerfern ausgeliefert, gegen Aufpreis gibt es LED- oder Matrix-LED-Scheinwerfer. Letztere haben zwölf einzelne Leuchtdioden, die das Fernlicht stufenlos erzeugen und bei Gegenverkehr abblenden. Die Rückleuchten aller Versionen des Audi TT FV sind in LED-Technik ausgeführt und haben erstmals eine Tagfahrlichtschaltung. Außerdem gibt es in Verbindung mit einem der beiden LED-Systeme einen sogenannten dynamischen Blinker, der jeweils in Abbiegerichtung ein LED-Lichtlaufband besitzt.

### Technik
Neuerungen im Innenraum betreffen vor allem das Infotainmentsystem. So gibt es keine klassische Radio-/Navigationsanzeige in der Mittelkonsole mehr, sondern einen 12,3-Zoll-Bildschirm anstelle des Kombiinstruments. Er ermöglicht zwei verschiedene Ansichten, die normale Darstellung mit Drehzahlmesser und Tachometer oder eine Ansicht mit kleinen Rundinstrumenten und großer Fläche für Multimediaeinstellungen oder die Navigationskarte. Beim TTS gibt es eine dritte Ansicht mit großem Drehzahlmesser in der Mitte. Bedient wird das System entweder über das Multifunktionslenkrad, über den neuen MMI-Drehknopf in der Mittelkonsole oder die überarbeitete Sprachbedienung. Letztere erkennt nun frei gesprochene Sätze ohne konkrete Vorgabe. Wahlweise gibt es für den MMI-Knopf ein Tastfeld mit Handschrifterkennung. Audi MMI arbeitet nunmehr mit einem Tegra-3-Prozessor.
Die Bedienung der Klimaanlage ist platzsparend in den drei mittleren runden Lüftungsdüsen untergebracht. Bei der Klimaautomatik werden die verschiedenen Modi und Temperaturen in kleinen Bildschirmen der Lüftungsdüsen dargestellt. Der TT hat weiterhin Sportsitze mit integrierten Kopfstützen oder als Sonderausstattung S-Sportsitze mit pneumatisch einstellbaren Sitzseitenwangen. Der Kofferraum des Coupés wurde um 13 Liter auf 305 Liter vergrößert, die Rücksitzlehnen lassen sich geteilt umklappen.
Nachfolgend genannte Sonderausstattungen sind im Vergleich zum Vorgänger erstmals erhältlich:
- Aluminiumräder bis 20 Zoll
- Komfortschlüssel
- LTE-Internetzugang
- WLAN-Hotspot
- audi phone box mit Außenantennenanbindung für Mobiltelefone
- Klangsystem von Bang & Olufsen

Neu im TT ist das drive-select-System, mit dem verschiedene Fahrzeugeinstellungen, zum Beispiel zwischen sportlich, komfortabel und effizient, beeinflusst werden können. Es wirkt sich auf die Gaspedalannahme, die Lenkung, die Klimaanlage, das Magnetic-ride-Fahrwerk, die S tronic und den Motorklang aus. Erstmals wird auch der Allradantrieb quattro durch das drive select verändert, je nach Fahrsituation mehr hecklastig oder zeitweise abgeschaltet, also nur mit Frontantrieb. Weitere technische Neuheiten im TT sind die elektromechanische Parkbremse und das zweistufig abschaltbare ESC. Die nunmehr elektromechanische Servolenkung erlaubt die Einbindung bisher nicht möglicher Assistenzsysteme wie des Parklenkassistenten und des aktiven Spurhalteassistenten. Darüber hinaus gibt es eine Verkehrszeichenerkennung sowie einen Totwinkelassistenten.

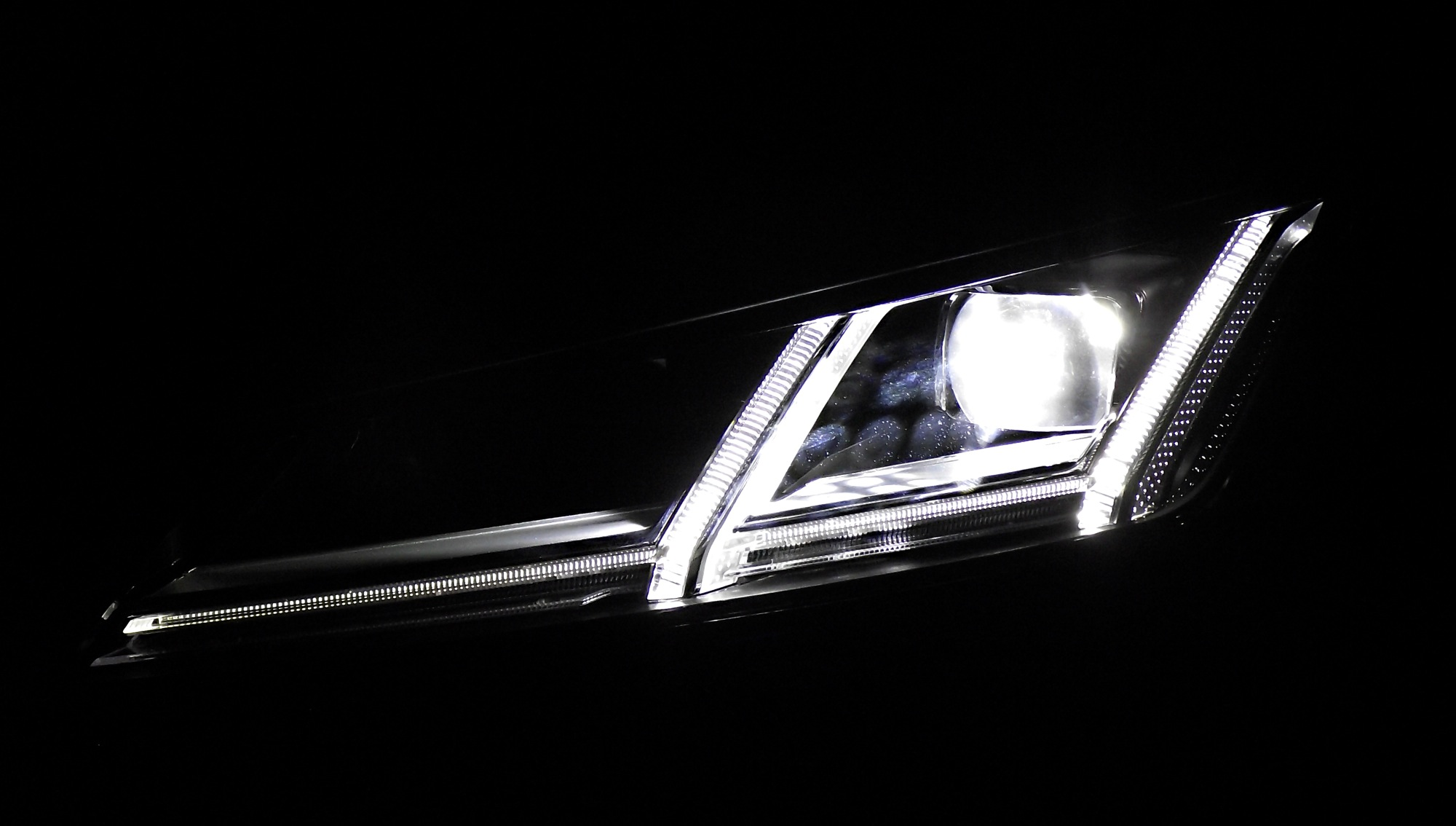
Matrix-LED-Scheinwerfer des TT
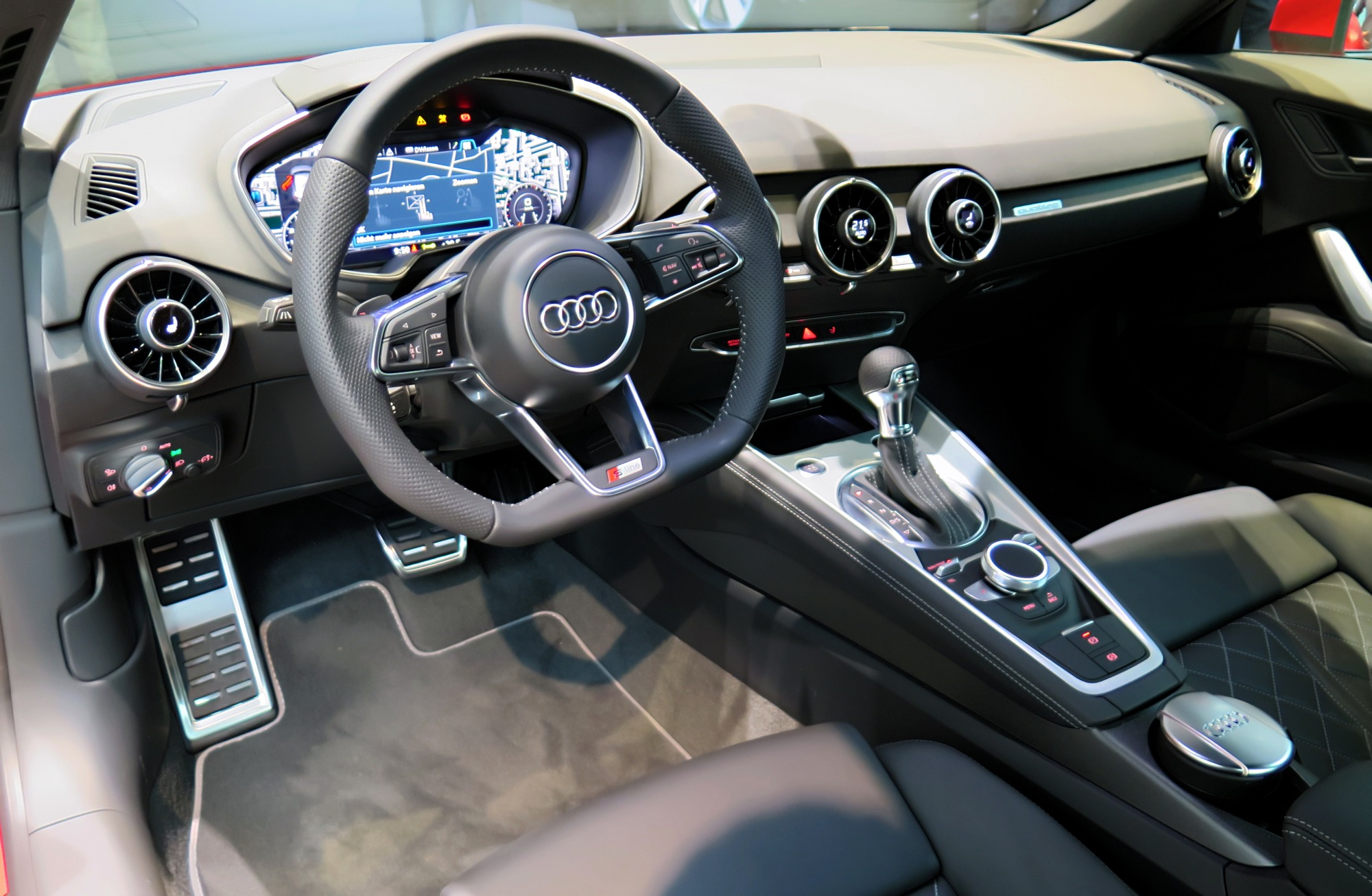
Interieur
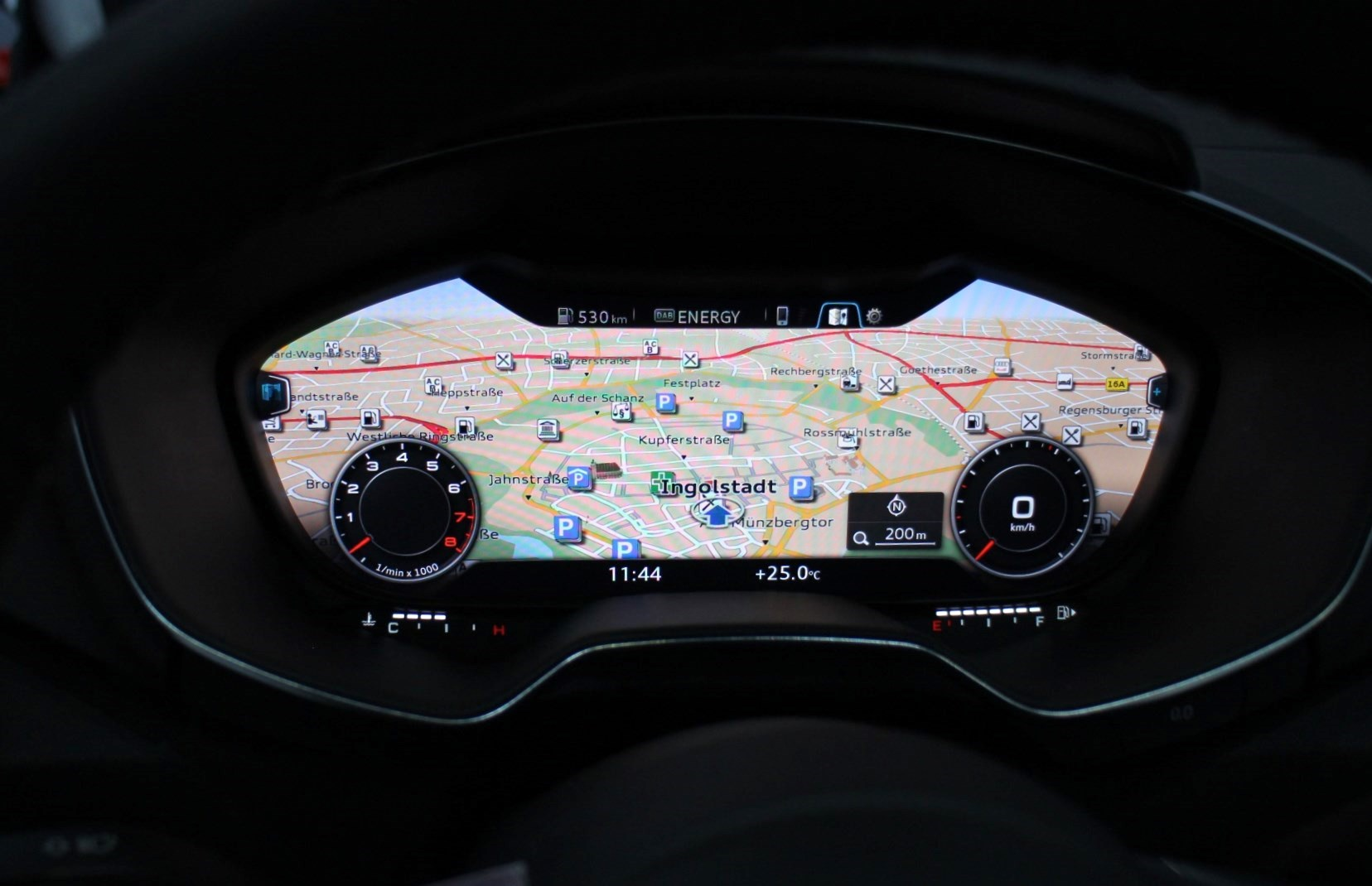
Bildschirm des virtuellen Kombiinstruments
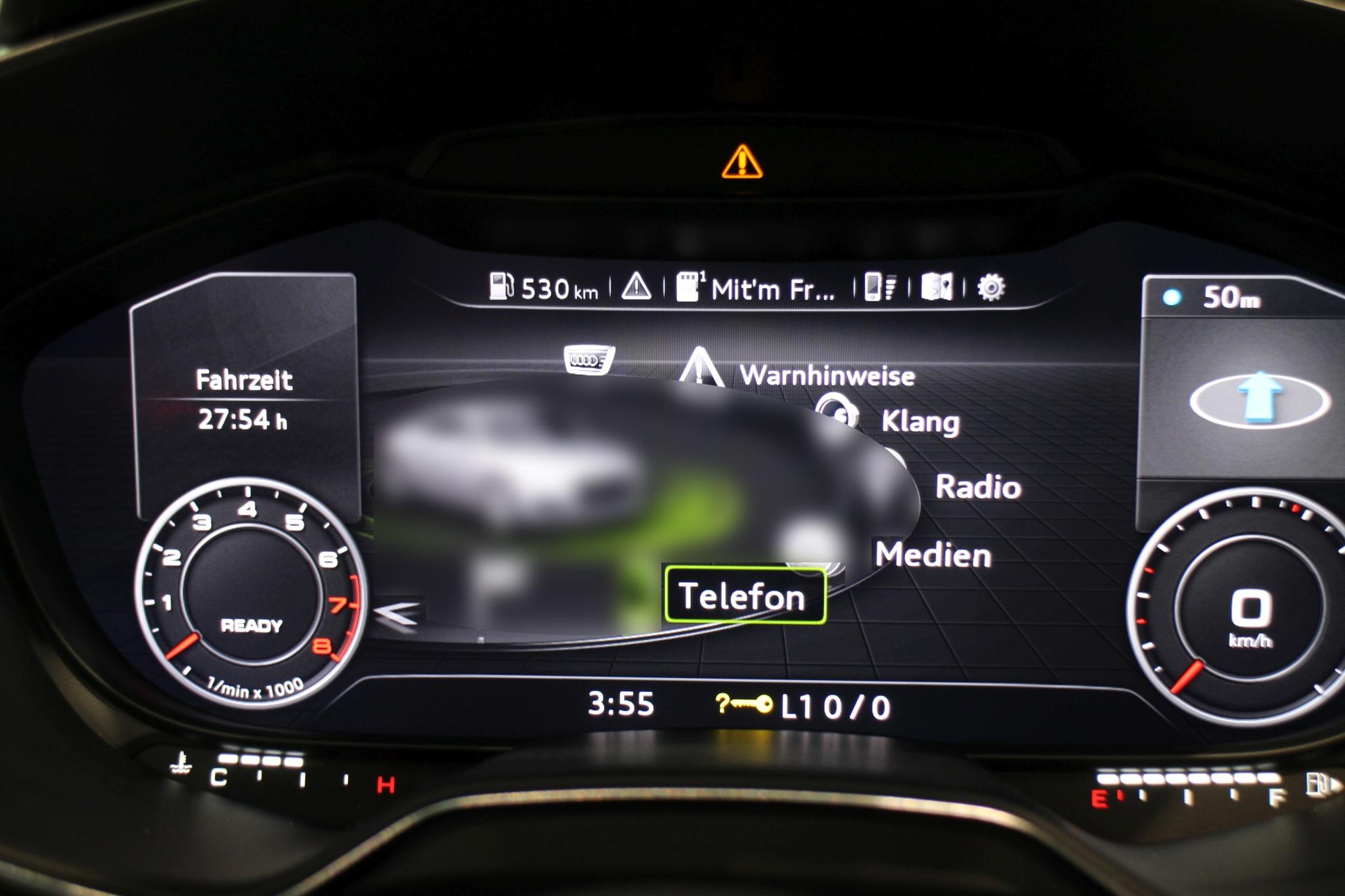
Audi-MMI-Menü

## Motoren und Antriebsstrang
Zur Markteinführung im Herbst 2014 erschienen ein Zweiliter-Dieselmotor (2.0 TDI) mit einer maximalen Leistung von 135 kW (184 PS) sowie zwei Zweiliter-Ottomotoren (2.0 TFSI) mit einer maximalen Leistung von 169 kW (230 PS) beziehungsweise im TTS mit einer maximalen Leistung von 228 kW (310 PS). Den Allradantrieb quattro gab es für das Modell mit dem Zweiliter-Ottomotor in der Leistungsstufe 169 kW (230 PS) und den Zweiliter-Dieselmotor mit 135 kW (184 PS) als Wahlmöglichkeit, beim TTS mit 228 kW (310 PS) war er serienmäßig. Ab dem Jahr 2016 war ein TT RS mit turbogeladenem Reihenfünfzylinder-Ottomotor, einer maximalen Leistung von 294 kW (400 PS) und serienmäßigem Allradantrieb lieferbar.
Seit der Modellpflege wird das Ottomotor-Modell mit zwei Liter Hubraum und Turboaufladung in drei Motorisierungsstufen angeboten: dem 40 TFSI mit einer maximalen Leistung von 145 kW, dem 45 TFSI mit einer maximalen Leistung von 180 kW und dem TTS mit einer maximalen Leistung von 225 kW. Der TT RS hat einen Fünfzylindermotor mit 2,5 l Hubraum und einer maximalen Leistung von 294 kW. Die leistungsschwächste Stufe (40 TFSI) wird nur mit Vorderradantrieb gebaut, die mittlere Stufe (45 TFSI) hat ebenso serienmäßig Vorderradantrieb. Allradantrieb ist gegen Aufpreis für die mittlere Stufe erhältlich und bei den beiden höchsten Motorisierungsstufen serienmäßig.

## „Audi Sport Performance Parts“

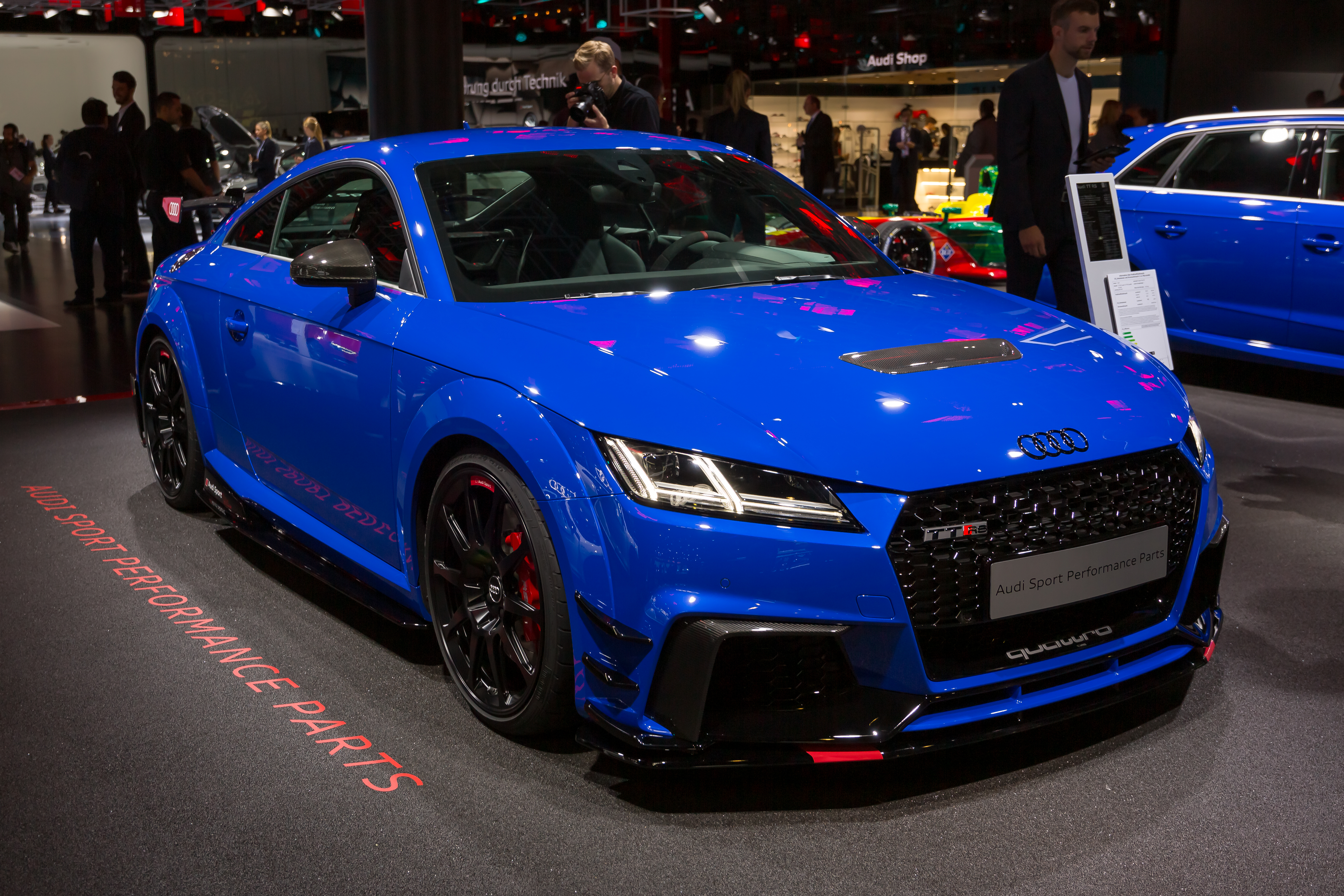
Audi TT RS mit Audi Sport Performance Parts

Zur Internationalen Automobil-Ausstellung 2017 wurde der Audi TT RS mit den „Audi Performance Parts“ erstmals gezeigt. Der dort gezeigte Audi TT RS war mit dem „Aero-Kit 1“ ausgestattet sowie mit allen zusätzlich erhältlichen Teilen des Audi-Sport-Programms. Er hatte außen unter anderem Carbon-Einsätze für die Lufteinlässe an der Front sowie breitere Seitenschweller, einen Diffusor und einen Heckspoiler. Aufpreispflichtig waren ein Carbon-Luftauslass in der Motorhaube sowie eine von Akrapovic aus Titan gefertigte Abgasanlage erhältlich. Für den Innenraum gab es eine Carbon-Domstrebe anstelle der Rücksitzbank sowie ein Lenkrad mit 12-Uhr-Markierung mit wahlweisen Carbon-Schaltwippen. Außerdem gab es ein Gewindefahrwerk, Aluminium-Vollfräsräder, einen Hinterachse-Querträger sowie einen 19-Zoll-Bremsscheiben-Komplettsatz für die Vorderachse. Das vollständige Paket war für 53.535 Euro im Spätsommer 2017 erhältlich. Zusätzlich gab es unterschiedliche „Aero Kits“, die sich nur vom Umfang verändert haben. Die „Performance Parts“ wurden teilweise für die Modellpflege Ende 2018 überarbeitet und auf dem Nürburgring getestet; sie kamen nicht mehr einzeln in den offiziellen Verkauf, sondern wurden ausschließlich in dem stark limitierten Audi TT RS 40 Jahre quattro Edition verkauft. Dieses Sondermodell wurde 40-mal gebaut und erhielt die überarbeiteten „Performance Parts“ für das Modellpflegemodell. Der Verkauf des Audi TT RS 40 Jahre quattro begann in Deutschland im Oktober 2020. Der Preis lag bei 114.040 Euro.

## Technische Daten

### Technische Daten bis zur Modellpflege 2018
|                                            | 1.8 TFSI                  | 2.0 TFSI                  | 2.0 TFSI (TTS)            | 2.5 TFSI (TT RS)          | 2.0 TDI ultra             |
| ------------------------------------------ | ------------------------- | ------------------------- | ------------------------- | ------------------------- | ------------------------- |
| Bestellzeitraum                            | 07/2015–06/2018           | 07/2014–06/2018           | 10/2014–06/2018           | 11/2016–06/2018           | 07/2014–06/2018           |
| Motorbaureihe                              | VW EA888                  | VW EA888                  | VW EA888                  | VW EA855evo               | VW EA288                  |
| Motorkennbuchstabe                         | CJSA                      | CHHC                      | CJXG                      | DAZA                      | CUNA                      |
| Motorart                                   | Ottomotor                 | Ottomotor                 | Ottomotor                 | Ottomotor                 | Dieselmotor               |
| Motortyp                                   | Reihenbauart              | Reihenbauart              | Reihenbauart              | Reihenbauart              | Reihenbauart              |
| Motoraufladung                             | Turbolader                | Turbolader                | Turbolader                | Turbolader                | Turbolader                |
| Gemischaufbereitung                        | Direkteinspritzung        | Direkteinspritzung        | Direkteinspritzung        | Direkteinspritzung        | Common-Rail-Einspritzung  |
| Zylinder/Ventile                           | 4/16                      | 4/16                      | 4/16                      | 5/20                      | 4/16                      |
| Hubraum                                    | 1798 cm³                  | 1984 cm³                  | 1984 cm³                  | 2480 cm³                  | 1968 cm³                  |
| max. Leistung bei min−1                    | 132 kW (180 PS)/5100–6200 | 169 kW (230 PS)/4500–6200 | 228 kW (310 PS)/5800–6200 | 294 kW (400 PS)/5850–7000 | 135 kW (184 PS)/3500–4000 |
| max. Drehmoment bei min−1                  | 250 Nm/1250–5000          | 370 Nm/1600–4300          | 380 Nm/1800–5700          | 480 Nm/1700–5850          | 380 Nm/1750–3250          |
| Antriebsart, serienmäßig                   | Vorderradantrieb          | Vorderradantrieb          | Allradantrieb             | Allradantrieb             | Vorderradantrieb          |
| Antriebsart, optional                      | —                         | Allradantrieb             | —                         | —                         | Allradantrieb             |
| Getriebeart, serienmäßig                   | 6-Gang-Schaltgetriebe     | 6-Gang-Schaltgetriebe     | 6-Gang-Schaltgetriebe     | 7-Gang-S tronic           | 6-Gang-Schaltgetriebe     |
| Getriebeart, optional                      | 7-Gang-S tronic           | 6-Gang-S tronic           | 6-Gang-S tronic           | —                         | 6-Gang-S tronic           |
| Leergewicht                                | 1285–1395 kg              | 1305–1500 kg              | 1440–1545 kg              | 1515–1605 kg              | 1340–1435 kg              |
| max. Zuladung                              | 320–400 kg                | 320–400 kg                | 320–400 kg                | 245–325 kg                | 320–400 kg                |
| Beschleunigung, 0–100 km/h                 |                           |                           |                           |                           |                           |
| Coupé                                      | 6,9–7,0 s                 | 5,3–6,0 s                 | 4,6–4,9 s                 | 3,7 s                     | 6,7–7,1 s                 |
| Roadster                                   | 7,2–7,3 s                 | 5,6–6,2 s                 | 4,9–5,2 s                 | 3,9 s                     | 7,0–7,3 s                 |
| Höchstgeschwindigkeit                      |                           |                           |                           |                           |                           |
| Coupé                                      | 241 km/h                  | 250 km/h (1)              | 250 km/h (1)              | 250 km/h (1) (2)          | 234–241 km/h              |
| Roadster                                   | 237 km/h                  | 250 km/h (1)              | 250 km/h (1)              | 250 km/h (1) (2)          | 230–237 km/h              |
| Kraftstoffverbrauch auf 100 km, kombiniert |                           |                           |                           |                           |                           |
| Coupé                                      | 5,7–6,0 l Super           | 5,9–6,6 l Super           | 6,7–7,3 l Super           | 8,2 l Super               | 4,6–5,4 l Diesel          |
| Roadster                                   | 5,8–6,1 l Super           | 6,0–6,7 l Super           | 6,9–7,5 l Super           | 8,5 l Super               | 4,7–5,6 l Diesel          |
| CO2-Emission                               |                           |                           |                           |                           |                           |
| Coupé                                      | 129–138 g/km              | 137–153 g/km              | 155–168 g/km              | 187 g/km                  | 122–142 g/km              |
| Roadster                                   | 132–142 g/km              | 140–158 g/km              | 159–173 g/km              | 194 g/km                  | 126–147 g/km              |
| Abgasnorm                                  | Euro 6                    | Euro 6                    | Euro 6                    | Euro 6                    | Euro 6                    |

### Technische Daten ab der Modellpflege 2018
|                                            | 40 TFSI                   | 40 TFSI                   | 45 TFSI                   | 45 TFSI                   | TTS                       | TTS                       | TT RS                     | TT RS                     |
| ------------------------------------------ | ------------------------- | ------------------------- | ------------------------- | ------------------------- | ------------------------- | ------------------------- | ------------------------- | ------------------------- |
| Bestellzeitraum                            | 12/2018–10/2020           | 05/2021–07/2023           | 12/2018–10/2020           | 10/2020–07/2023           | 12/2018–11/2020           | 11/2020–07/2023           | 02/2019–10/2020           | 10/2020–07/2023           |
| Motorbaureihe                              | VW EA888evo3              | VW EA888evo4              | VW EA888evo3              | VW EA888evo4              | VW EA888evo3              | VW EA888evo4              | VW EA855evo               | VW EA855evo               |
| Motorkennbuchstabe                         | DKZB                      | DNNB                      | DKTB                      | DNPA                      | DNUF                      | DNFD                      | DAZA                      | DNWA                      |
| Motorart                                   | Ottomotor                 | Ottomotor                 | Ottomotor                 | Ottomotor                 | Ottomotor                 | Ottomotor                 | Ottomotor                 | Ottomotor                 |
| Motortyp                                   | Reihenbauart              | Reihenbauart              | Reihenbauart              | Reihenbauart              | Reihenbauart              | Reihenbauart              | Reihenbauart              | Reihenbauart              |
| Motoraufladung                             | Turbolader                | Turbolader                | Turbolader                | Turbolader                | Turbolader                | Turbolader                | Turbolader                | Turbolader                |
| Gemischaufbereitung                        | Direkteinspritzung        | Direkteinspritzung        | Direkteinspritzung        | Direkteinspritzung        | Direkteinspritzung        | Direkteinspritzung        | Direkteinspritzung        | Direkteinspritzung        |
| Zylinder/Ventile                           | 4/16                      | 4/16                      | 4/16                      | 4/16                      | 4/16                      | 4/16                      | 5/20                      | 5/20                      |
| Hubraum                                    | 1984 cm³                  | 1984 cm³                  | 1984 cm³                  | 1984 cm³                  | 1984 cm³                  | 1984 cm³                  | 2480 cm³                  | 2480 cm³                  |
| max. Leistung bei min−1                    | 145 kW (197 PS)/4400–6000 | 145 kW (197 PS)/4400–6000 | 180 kW (245 PS)/5000–6700 | 180 kW (245 PS)/5500–6500 | 225 kW (306 PS)/5400–6500 | 235 kW (320 PS)/5600–6500 | 294 kW (400 PS)/5400–6500 | 294 kW (400 PS)/5850–7000 |
| max. Drehmoment bei min−1                  | 320 Nm/1500–4300          | 320 Nm/1500–4300          | 370 Nm/1600–4300          | 370 Nm/1600–4300          | 400 Nm/2000–5300          | 400 Nm/2000–5600          | 480 Nm/1700–5850          | 480 Nm/2250–5850          |
| Getriebeart, serienmäßig                   | 7-Gang-S-tronic           | 7-Gang-S-tronic           | 6-Gang-Schaltgetriebe     | 7-Gang-S-tronic           | 7-Gang-S-tronic           | 7-Gang-S-tronic           | 7-Gang-S-tronic           | 7-Gang-S-tronic           |
| Getriebeart, optional                      | —                         | —                         | 7-Gang-S-tronic           | —                         | —                         | —                         | —                         | —                         |
| Antriebsart, serienmäßig                   | Vorderradantrieb          | Vorderradantrieb          | Vorderradantrieb          | Vorderradantrieb          | Allradantrieb             | Allradantrieb             | Allradantrieb             | Allradantrieb             |
| Antriebsart, optional                      | —                         | —                         | Allradantrieb             | Allradantrieb             | —                         | —                         | —                         | —                         |
| Leergewicht                                | 1345–1435 kg              | 1355–1445 kg              | 1325–1530 kg              | 1370–1550 kg              | 1480–1570 kg              | 1495–1585 kg              | 1515–1605 kg              | 1550 kg                   |
| Beschleunigung, 0–100 km/h                 | 6,6–6,9 s                 | 6,6–6,9 s                 | 5,2–6,1 s                 | 5,1–6,0 s                 | 4,5–4,8 s                 | 4,5–4,8 s                 | 3,7–3,9 s                 | 3,7–3,9 s                 |
| Höchstgeschwindigkeit                      | 247–250 km/h              | 243–246 km/h              | 250 km/h (1)              | 250 km/h (1)              | 250 km/h (1)              | 250 km/h (1)              | 250 km/h (1) (2)          | 250 km/h (1) (2)          |
| Kraftstoffverbrauch auf 100 km, kombiniert | 6,0–6,3 l Super           | 6,6–7,1 l Super           | 6,4–7,3 l Super           | 7,1–8,1 l Super           | 7,1–7,2 l Super           | 8,2–8,6 l Super           | 7,9–8,1 l Super           | 8,9–9,2 l Super           |
| CO2-Emission                               | 137–145 g/km              | 151–161 g/km              | 147–166 g/km              | 161–184 g/km              | 161–165 g/km              | 187–196 g/km              | 181–183 g/km              | 201–209 g/km              |
| Abgasnachbehandlung, PM                    | Ottopartikelfilter        | Ottopartikelfilter        | Ottopartikelfilter        | Ottopartikelfilter        | Ottopartikelfilter        | Ottopartikelfilter        | Ottopartikelfilter        | Ottopartikelfilter        |
| Abgasnorm                                  | Euro 6d-TEMP-EVAP         | Euro 6d-ISC-FCM           | Euro 6d-TEMP-EVAP         | Euro 6d-ISC-FCM           | Euro 6d-TEMP-EVAP         | Euro 6d-ISC-FCM           | Euro 6d-TEMP              | Euro 6d-ISC-FCM           |

## Produktionszahlen TT
Gesamtproduktion Fahrzeuge von 2014 bis 2022
| 2014             | 2015   | 2016   | 2017   | 2018   | 2019   | 2020  | 2021  | 2022  | 2023   | Summe       |
| ---------------- | ------ | ------ | ------ | ------ | ------ | ----- | ----- | ----- | ------ | ----------- |
| 17.621 ca. 7.500 | 35.510 | 26.886 | 22.174 | 12.118 | 14.999 | 8.646 | 8.489 | 8.126 | 10.000 | ca. 154.000 |

## Produktionsort
Der Audi TT der Generation FV/8S wurde komplett im ungarischen Audi-Werk in Győr hergestellt.